# Henry Gaultier
Pour les articles homonymes, voir Gaultier.
Henry Georges Gaultier, né à Cholet le 15 février 1888 et mort le 27 mars 1972 à Paris 14e, est un acteur français.

## Biographie
À partir du milieu des années 1920, Henry Gaultier fut l’un des membres permanents de la compagnie Georges Pitoëff, jusqu’à la mort de ce dernier en 1939.

## Filmographie
- 1920 : Au travail d'Henri Pouctal
- 1928 : La Passion de Jeanne d'Arc de Carl Theodor Dreyer : le juge (non crédité)
- 1944 : Le Voyageur sans bagage de Jean Anouilh : le maître d'hôtel
- 1947 : Le Diable au corps de Claude Autant-Lara
- 1952 : Le rideau rouge de André Barsacq
- 1967 : Au théâtre ce soir - Le Système Fabrizzi d'Albert Husson, mise en scène Sacha Pitoëff, réalisation Pierre Sabbagh, Théâtre Marigny : Ottavia

## Théâtre
- 1923 : Amédée et les messieurs en rang de Jules Romains, mise en scène de Louis Jouvet, à la Comédie des Champs-Élysées
- 1923 : Knock ou le Triomphe de la médecine de Jules Romains, mise en scène de Louis Jouvet, à la Comédie des Champs-Élysées
- 1926 :  Et dzim la la ... de Marcel Achard, mise en scène de Georges Pitoëff, au Théâtre des Arts
- 1928 : Brand d'Henrik Ibsen, mise en scène de Georges Pitoëff, au Théâtre des Mathurins
- 1928 : Les Revenants d'Henrik Ibsen, mise en scène de Georges Pitoëff, au Théâtre des Mathurins
- 1928 : César et Cléopâtre de George Bernard Shaw, mise en scène Georges Pitoëff, théâtre des Arts.
- 1929 : Le vray procès de Jehanne d'Arc de René Arnaud et Georges Pitoëff, mise en scène de Georges Pitoëff, au Théâtre des Arts
- 1929 : Le Singe velu d’Eugène O'Neill, mise en scène de Georges Pitoëff, au Théâtre des Arts
- 1931 : La Belle Hôtesse de Carlo Goldoni, mise en scène de Georges Pitoëff, au Théâtre Albert-Ier
- 1931 : La Charrette de pommes de Bernard Shaw, mise en scène de Georges Pitoëff, au Théâtre des Arts
- 1931 : Les Hommes de Paul Vialar, mise en scène de Georges Pitoëff, au Théâtre des Arts
- 1931 : Salomé d'Oscar Wilde, mise en scène de Georges Pitoëff, au Théâtre des Arts
- 1932 : Médée de Sénèque, mise en scène de Georges Pitoëff, au Théâtre de l'Avenue
- 1932 : Œdipe d'André Gide, mise en scène de Georges Pitoëff, au Théâtre de l'Avenue
- 1933 : Marc-Aurèle de J.-L. Le Marois, mise en scène de Georges Pitoëff, au Théâtre de l'Avenue
- 1934 : Le Chef de Pierre Drieu la Rochelle, mise en scène de Georges Pitoëff, au Théâtre des Mathurins
- 1937 : Le Voyageur sans bagage de Jean Anouilh, mise en scène de Georges Pitoëff, au Théâtre des Mathurins
- 1940 : Léocadia de Jean Anouilh, au théâtre de la Michodière
- 1947 : L'Invitation au château de Jean Anouilh, mise en scène d'André Barsacq, au théâtre de l'Atelier
- 1954 : Les Quatre Vérités de Marcel Aymé, mise en scène d'André Barsacq, au théâtre de l'Atelier
- 1955 : Les Oiseaux de lune de Marcel Aymé, mise en scène d'André Barsacq, au théâtre de l'Atelier